# Ameropterus subripiens
Ameropterus subripiens är en insektsart som först beskrevs av Walker 1853.  Ameropterus subripiens ingår i släktet Ameropterus och familjen fjärilsländor. Inga underarter finns listade i Catalogue of Life.